# Brzezinka (Oświęcim)
Pour les articles homonymes, voir Brzezinka et Birkenau.
Brzezinka (en allemand : Birkenau) est un village du sud de la Pologne, situé à environ trois kilomètres d'Oświęcim (en allemand : Auschwitz) et à environ 60 km à l'ouest de Cracovie, dans le district d'Oświęcim, lui-même appartenant à la voïvodie de Petite-Pologne (en polonais : województwo małopolskie).
Le village est situé aux confluents de la Vistule et de la Soła (en), au centre exact de la vallée de la Vistule.
C'est sur cet emplacement que fut construit le camp d'Auschwitz II, dit Birkenau, à la fois centre d'extermination et camp de travail forcé, complétant ainsi le plus grand camp de concentration et d'extermination du Troisième Reich.

## Histoire
Le nom de Brzezinka fut donné à cet endroit dès 1385, provenant du polonais brzezinek (bosquet de bouleaux), de brzoza (bouleau), espèce d'arbres proliférant dans les environs.
De 1440 à 1483, Brzezinka fut la propriété de Jan Brzeziński.

### Seconde Guerre mondiale
En novembre 1941, la décision est prise de construire un nouveau camp près de celui d'Auschwitz : les nazis détruisent alors le village de Brzezinka pour y édifier Auschwitz II ou Birkenau. Pour les travaux, on utilise surtout des prisonniers de guerre soviétiques.

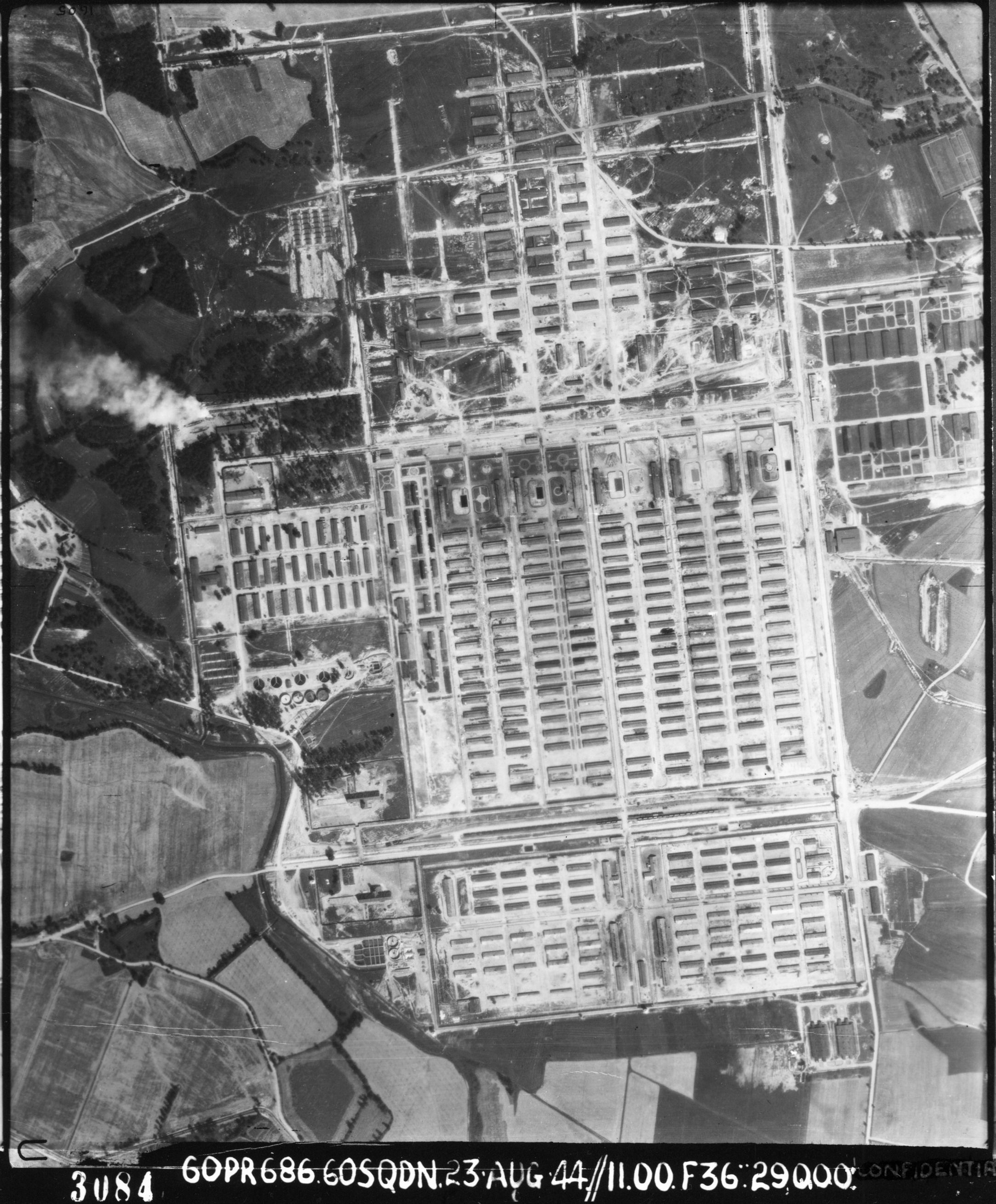
Vue aérienne du camp d'extermination d'Auschwitz-Birkenau à son extension maximale ; l'entrée se trouve en bas à droite, prolongée vers la gauche par les voies de chemin de fer et les quais de débarquement ; à gauche, de part et d'autre de ceux-ci, deux bâtiments abritant les fours crématoires (les deux formes noires en « T ») ; de bas en haut : camp des femmes et des prisonniers en régime dur, camp principal puis extension en construction. En haut à gauche, on remarque la fumée blanche, elle ne provient pas d'une cheminée du crématoire, mais d'une crémation en plein air, en juin 1944, à côté du crématoire. Le processus d'extermination avait atteint un rythme tellement élevé que les fours ne suivaient plus.

Le camp d'extermination et de travail forcé s'étend sur 170 ha et est entouré de 16 km de barbelés.
Les restes de ce camp existent toujours aujourd'hui : ils constituent un musée à ciel ouvert dédié à la mémoire des centaines de milliers de déportés qui ont péri sur place, victimes du nazisme et de l'holocauste.